# غريغ كرافين
غريغ كرافين (بالإنجليزية: Greg Craven)‏ هو أكاديمي ومحامي أسترالي، ولد في 5 مارس 1958 في ملبورن في أستراليا.